# Road Agent (film 1952)
Road Agent è un film del 1952 diretto da Lesley Selander.
È un western statunitense con Tim Holt, Noreen Nash, Mauritz Hugo, Dorothy Patrick e Robert J. Wilke.

## Produzione
Il film, diretto da Lesley Selander su una sceneggiatura di Norman Houston, fu prodotto da Herman Schlom per la RKO Radio Pictures e girato a Santa Clarita, nell'Andy Jauregui Ranch a Newhall, nell'Iverson Ranch a Chatsworth e nel Walker Ranch a Newhall, in California, da metà ottobre a fine ottobre 1951.

## Distribuzione
Il film fu distribuito negli Stati Uniti dal 29 marzo 1952 al cinema dalla RKO Radio Pictures. È stato distribuito anche in Brasile con il titolo O Agente da Morte.